# Braunschweiger Rogenstein

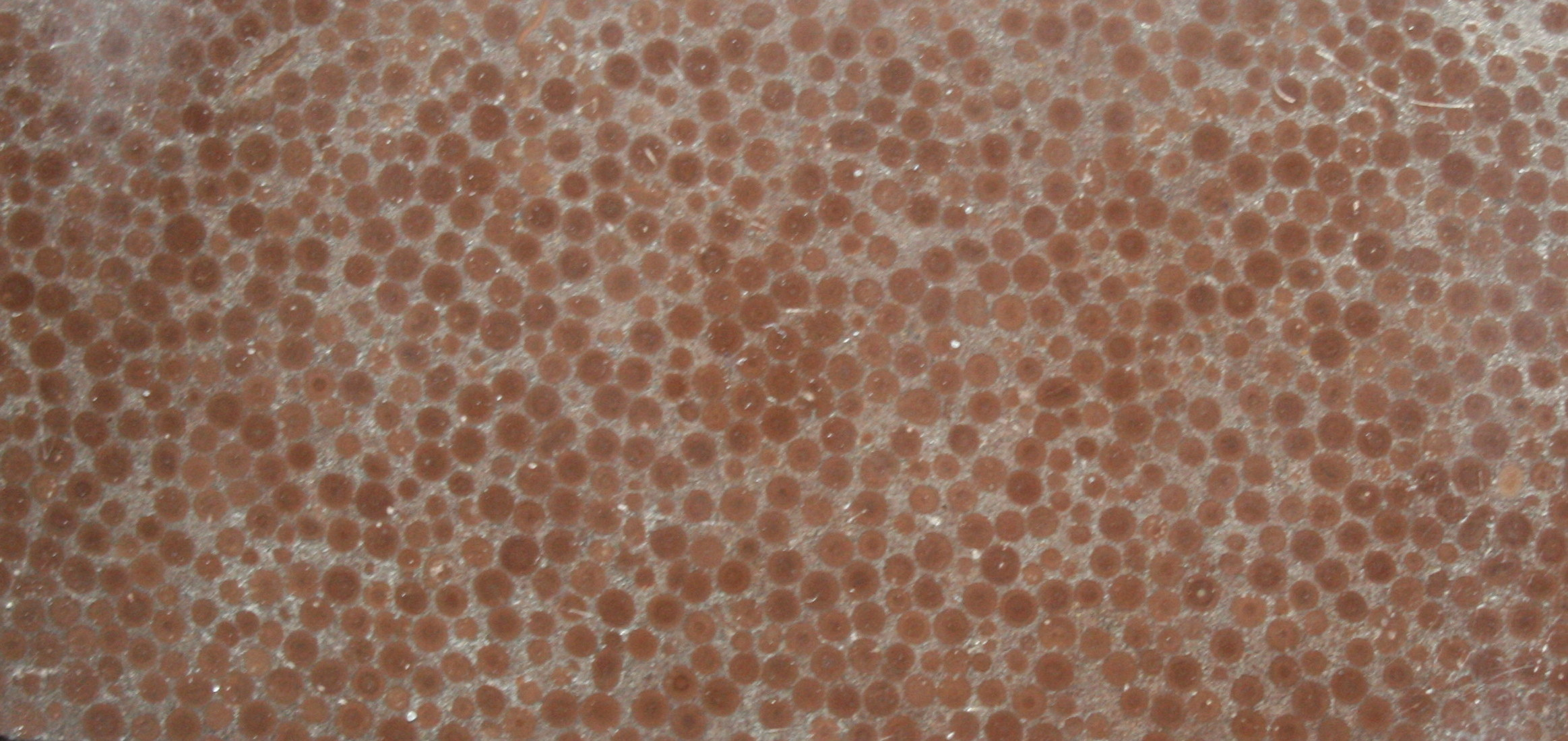
Plangeschliffener Braunschweiger Rogenstein mit deutlich erkennbaren roten Ooiden, Muster ca. 9 × 4 cm

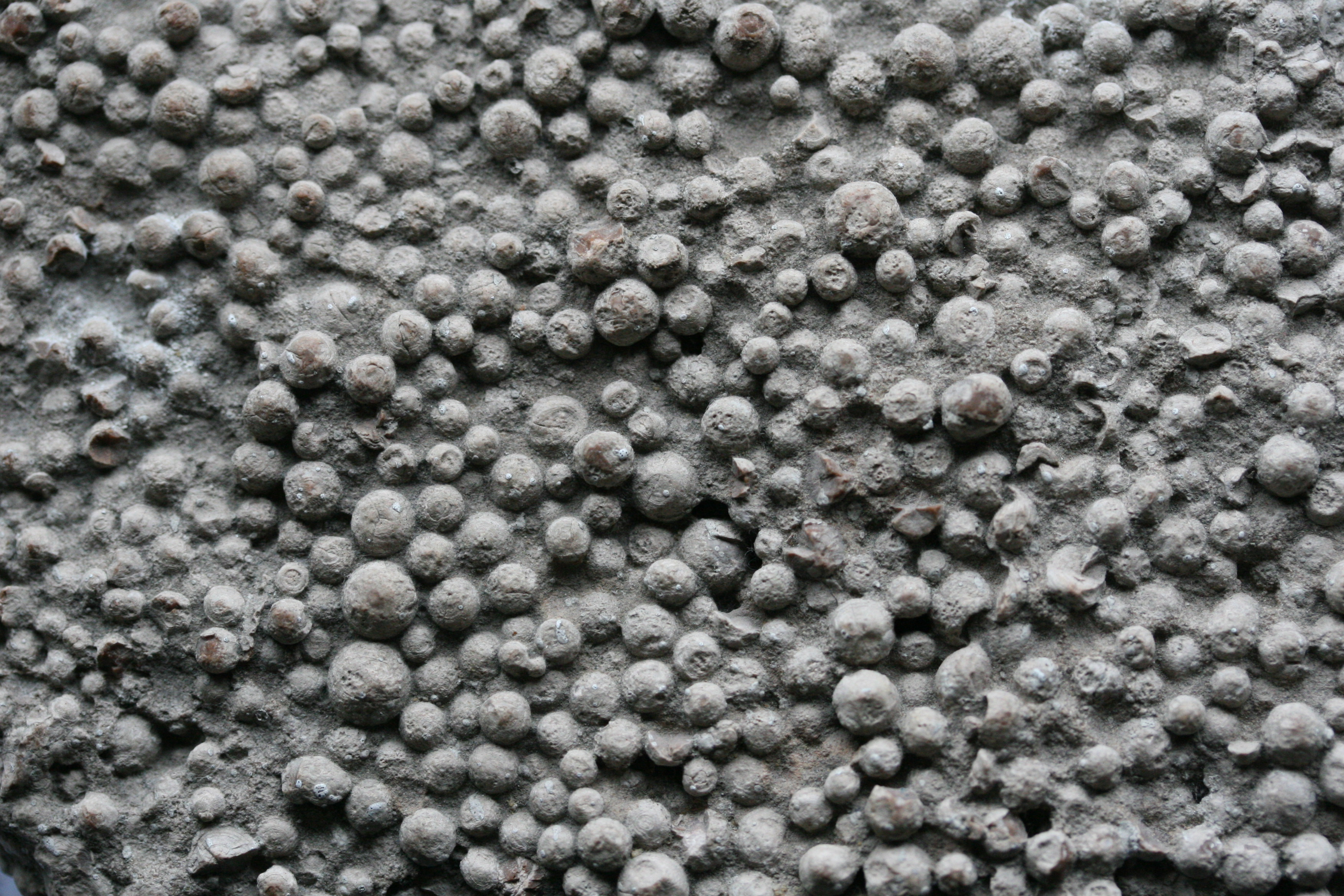
Braunschweiger Rogenstein mit freigewitterten Ooiden, Muster ca. 11 × 8 cm

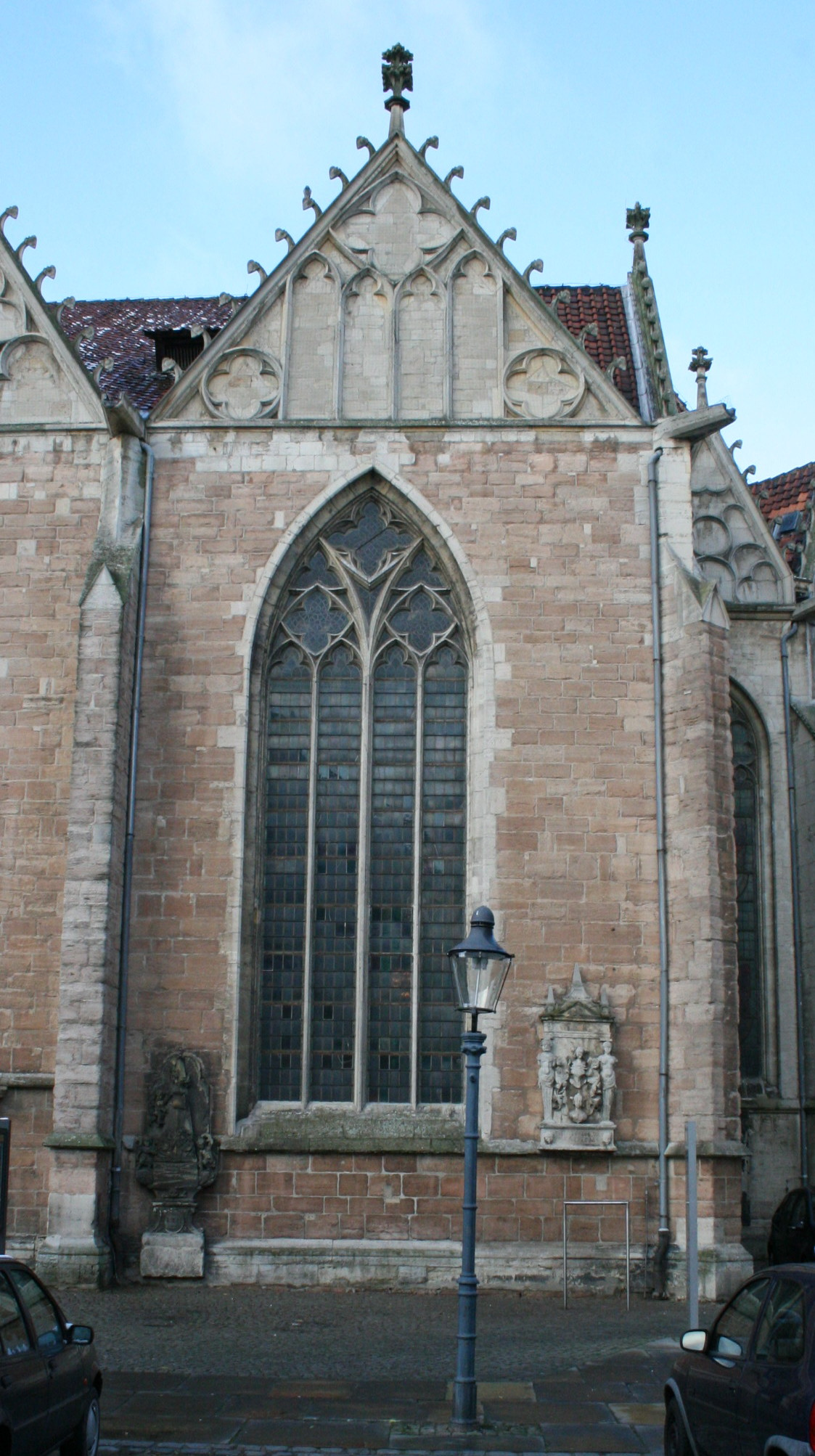
Roter Rogenstein als Mauerwerk und helle profilierte und feingliedrige Baustücke aus Elmkalkstein (insbesondere am dreieckigen Tympanonfeld) an der Südostfassade der Martinikirche

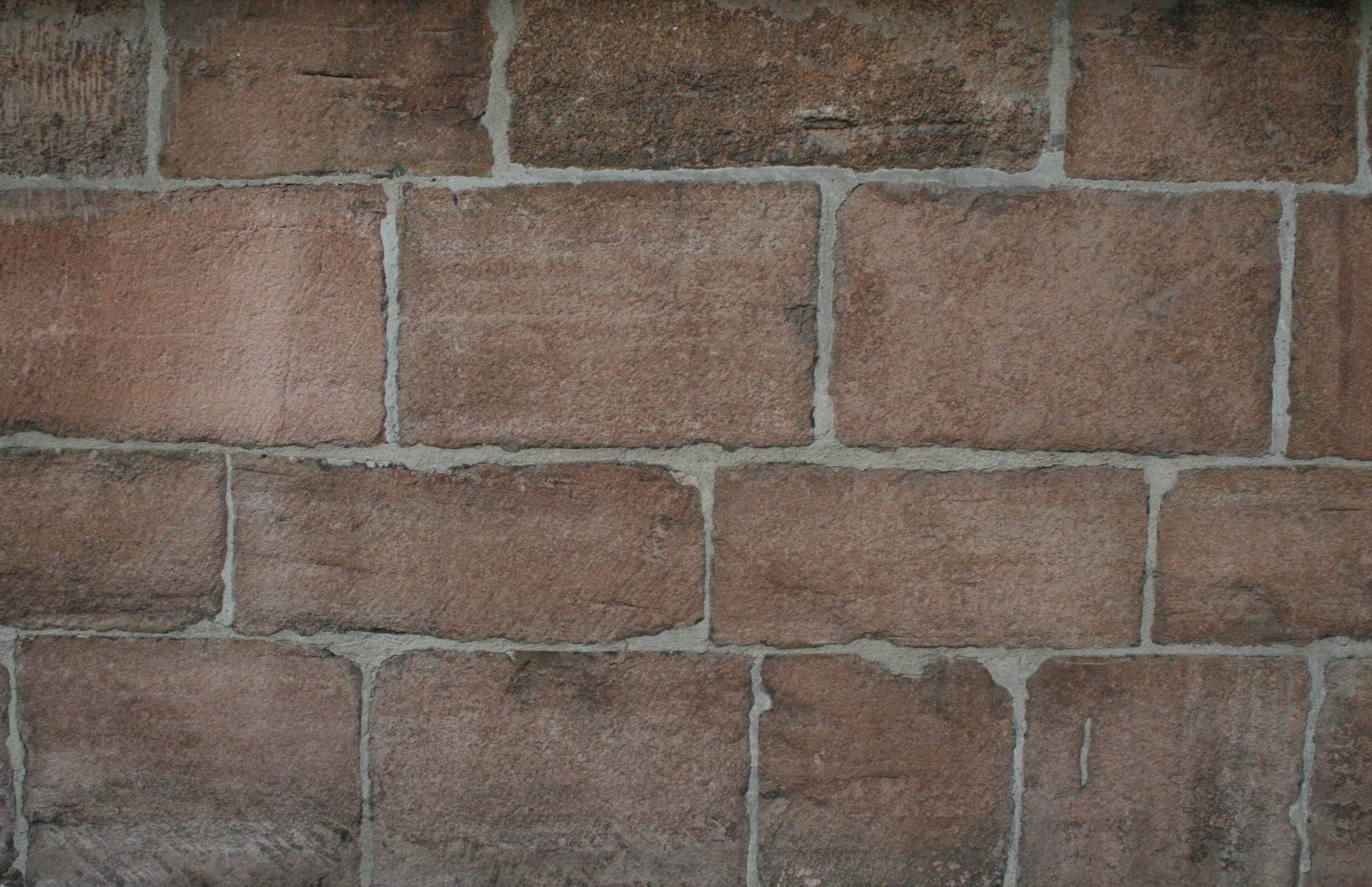
Mauerwerk aus Braunschweiger Rogenstein

Der Braunschweiger Rogenstein ist ein Naturwerkstein, der vom Mittelalter bis ins 18. Jahrhundert in einem Vorkommen am Nußberg im Landschaftsschutzgebiet Prinz-Albrecht-Park in Braunschweig im Bundesland Niedersachsen abgebaut wurde. Es handelt sich um einen historisch bedeutsamen Werkstein in der Region Braunschweig. Der Braunschweiger Rogenstein ist petrologisch ein oolithischer Kalkstein mit relativ großen, ursprünglich kalzitischen Ooiden, deren Lagenbau noch sehr gut erhalten ist. Er gehört dem Unteren Buntsandstein an, der vor etwa 250 Millionen Jahren entstand.

## Entstehung und Vorkommen
Norddeutschland war in der Entstehungszeit des Braunschweiger Rogensteins ein Teil des Germanischen Beckens. Die Bestandteile des Braunschweiger Rogensteins, die Ooide, wurden in einem hochenergetischen Milieu unter flacher Wasserbedeckung gebildet. Den Ablagerungsraum kann man sich als einen großen, abflusslosen Binnensee vorstellen (Fachausdruck Playa oder Salztonebene). Da in das Germanische Becken durch Flüsse Tone und Sande eingeschwemmt wurden, wechseln die Lagen des Braunschweiger Rogensteinvorkommens mit Sand- und Toneinlagerungen.

## Geologische Situation des Vorkommens am Nußberg
Der Rogenstein in Braunschweig am Nußberg müsste normalerweise in einer Tiefe von mehreren Hundert Metern liegen, aber er wurde über lange Zeiträume durch einen darunterliegenden Salzstock nach oben transportiert und trat am Braunschweiger Nußberg an die Erdoberfläche. Dort wurde er bis ins 18. Jahrhundert hinein bis zu einer Tiefe abgebaut, die unter Zuhilfenahme technischer Hilfsmittel damaliger Zeiten möglich war. Der einstige Steinbruch wurde durch einen sogenannten Schurf im Dezember 2007 bis zu einer Höhe von 1,5 Metern freigelegt. Anhand dieses Aufschlusses kann man erkennen, dass die Gesteinsschichten dieses Rogensteins steil aufgestellt sind und man kann die Gesteinsabfolge des Braunschweiger Rogensteins teilweise wieder betrachten.

## Gesteinsbeschreibung und Verwendung
Es handelt sich um ein deutlich geschichtetes, rotes oolithisches Gestein. Durch seine satte dunkle rote Farbe hebt der Rogenstein Bauwerke hervor. Wenn der Braunschweiger Rogenstein verwittert, kann er ganz selten beige ausbleichen. Durch Verwitterung treten die Ooide plastisch hervor. Dieser Kalkstein ähnelt rotem Fischrogen, denn es befinden sich in ihm bis zu fünf Millimeter große runde bzw. ovale Kugelformen. Die Ooide sind durch Bindemittel zementiert, es sind dies Kalzit (49 %) und Quarz (37 %) und des Weiteren kommen in geringem Umfang Glimmer, Gesteinsbruchstücke, Feldspat und Schwermetalle vor.
Rogenstein ist gut verwitterungsbeständig. Er schalt äußerst selten großflächig ab, einzelne Ooide sanden teilweise ab. Er lässt sich handwerklich kaum profilieren, doch relativ leicht lässt er sich zu glatten Mauer- bzw. Werksteinen verarbeiten. Deshalb wurden an zahlreichen Bauwerken Braunschweigs profilierte Werksteine, Bauornamente und -plastik aus Elmkalkstein und Braunschweiger Rogenstein für einfaches, glattes Mauerwerk verwendet. Die Härte und Beständigkeit des Braunschweiger Rogensteins hängt vor allem mit seinem hohen Quarzanteil zusammen.
Rogenstein ließ sich neben Massivbauten als Werkstein für Bodenplatten, Fensterbänke und Treppen, Gehwegplatten und selten für Grab- und Denkmäler verarbeiten. Ferner bestehen in Braunschweig zahlreiche historische Fundamente aus Rogenstein.
Er wurde an der Burg Dankwarderode, Katharinenkirche (heute Zwischenmauern verputzt), Aegidienkirche, Martinikirche sowie am Altstadtrathaus und insbesondere am Westwerk des Braunschweiger Doms, ferner an zahlreichen anderen Gebäuden Braunschweigs und in der näheren Umgebung verbaut.
Eine regionale historische Besonderheit sind aus Braunschweiger Rogenstein hergestellte Kanonenkugeln.

## Weitere Abbaue von Rogensteinen als Werkstein
Weitere Vorkommen von Rogenstein, die früher abgebaut wurden, gab es in Braunschweiger Raum am Thieder Lindenberg, am Harly bei Goslar, am Heeseberg bei Jerxheim und in der Asse bei Wolfenbüttel.